# Rudý les
Rudý les nebo také Červený les (ukrajinsky Рудий ліс; rusky Ржавый лес, Рыжий лес, Красный лес; bělorusky Руды лес) je převážně borovicový les, který pokrývá území o rozloze asi 10 km² v bezprostřední blízkosti jaderné elektrárny Černobyl. Vyznačuje se tím, že během jaderné havárie 26. dubna 1986 absorboval velkou dávku radioaktivního prachu.
Své jméno získala oblast tak, že v prvních dnech po havárii, kdy přes ni přešel radioaktivní mrak a dopadlo sem vysoké množství radioaktivního spadu, se hynoucí stromy zbarvily do temně rudé barvy. Mrtvé stromy také v noci svítily. Les obdržel dávku odpovídající dvacetinásobku bomb svržených na Hirošimu a Nagasaki. Velké množství spadaného dřeva bylo shromážděno buldozery, zakopáno pod zem a překryto vrstvou písku, čímž se zamoření snížilo. Les postupně obrostl břízami, olšemi a vysazenými borovicemi.
Ačkoliv jde o jedno z nejkontaminovanějších míst na světě, z lesa se stalo unikátní útočiště mnoha ohrožených druhů, mezi které patří čápi, orli, bobři či vlci. I přes trvající znečištění se fauně a flóře daří kvůli výraznému poklesu lidské aktivity. Posuzovat dlouhodobé dopady je složité, neboť odolnost různých organismů se liší.
V dubnu 2015 se v oblasti rozhořel požár, který se přiblížil na 20 km od opuštěné jaderné elektrárny. Roku 2020 les zachvátil další požár, rozsah škod není blíže znám. Studie z roku 2014 ukázala, že listí a dřevo mrtvých stromů se v oblasti rozkládá mnohem pomaleji než obvykle. Na vině je zamoření, které zpomaluje činnost mikroorganismů. V důsledku toho se v lese nachází značné množství hořlavého materiálu a riziko požárů je vyšší.
Během ruské invaze na Ukrajinu tábořili od 24. února do konce března 2022 v Rudém lese ruští vojáci, následkem čehož prý později trpěli nemocí z ozáření. O nebezpečí údajně vůbec nevěděli, většinu vojska totiž tvořili mladí branci narození až po černobylské havárii.